# Nawino
Nawino (niem. Naffin) – wieś sołecka w Polsce położona w województwie zachodniopomorskim, w powiecie białogardzkim, w gminie Białogard. W latach 1975–1998 wieś należała do województwa koszalińskiego. W roku 2007 wieś liczyła 142 mieszkańców.

## Geografia
Wieś leży ok. 8 km na południowy zachód od Białogardu, ok. 2 km od stacji kolejowej w Czarnowęsach. W skład założenia folwarcznego wchodzą dwór, park, podwórze gospodarcze oraz kolonia mieszkalna.

## Historia
Nawino było lennem rodu Hechthausen. W XVIII wieku majątek zmieniał właścicieli. Najpierw byli to von Münchowie, a później von Uckrem. Od 1817 roku kolejnymi gospodarzami były rodziny von Lühe i od 1884 r. von Sydow. W XX wieku aż do 1945 roku majątek był we władaniu rodziny Wilde. W roku 1910 jako właściciel występował podporucznik Konrad Wilde, a posiadłość posiadała status dobra rycerskiego. Ostatnią spadkobierczynią Nawina była druga żona Oscara von Wilde, Amelia Wilde z domu Pogonowska z Pogonowa w siedleckim. W 1914 roku powstała we wsi szkoła. W roku 1939 miejscowość liczyła 224 osoby.
Po wojnie przez długi czas we wsi stacjonowali Rosjanie. Na przełomie lat 1958/1959 powstał PGR jako samodzielna jednostka, dwa lata później Nawino zostało połączone z PGR Czarnowęsy, od 1 lipca 1971 roku funkcjonowało w ramach Kombinatu Państwowego Gospodarstwa Rolnego Stanomino. Dawny folwark stanowi dziś własność prywatną.

## Zabytki
Do wojewódzkiego rejestru zabytków wpisany jest:
- park dworski, z początku XX wiekuNasutow[4], nr rej. 1067 z 8 stycznia 1979 roku. Park krajobrazowo-leśny o pow. 4,00 ha położony na terenach należących do Nadleśnictwa Białogard i na gruntach stanowiących własność prywatną. Został założony przy neobarokowym dworku, wzorowany na stylu naturalistycznym. W parku występowała i występuje roślinność pochodzenia krajowego. Niektóre starsze drzewa, zwłaszcza dęby mogą wskazywać na to, że w tym obszarze mógł znajdować się inny nieistniejący już park. Park w Naiwnie ma kształt nieregularnego prostokąta przylegającego dłuższymi bokami, od strony zachodniej do drogi Nawino – Dębczyno, od strony wschodniej do cieku wodnego. Krótszymi bokami od strony północnej do pastwiska, od strony południowej do zabudowań dworu i podwórza. Przez park w kierunku z południa na północ ciągnęła się aleja grabowa. Na wschód przyległa do niej polanka trawiasta. W części południowo-wschodniej istnieje zabagniony stawek. W parku dominują drzewa liściaste. Na uwagę zasługują buk pospolity, dąb błotny, dąb bezszypułkowy, lipy drobnolistne, kasztanowiec, rdestowiec sachaliński, wiązy. Park jest jedyną częścią zieleni w najbliższej okolicy pozbawionej lasów. Posiada dość duże znaczenie wiatrochronne dla całej wsi. W parku znajdował się również cmentarz rodowy

inne zabytki
- Dwór w Nawinie w Nawinie wzniesiono w 1848 roku, prawdopodobnie dla rodziny von Lühe, a przebudowane nadając mu dzisiejszy wygląd w 1908 roku. Obie daty wykryte są na kamieniach podmurówki w południowo-wschodnim narożniku dworu. W trakcie rozbudowy wzniesiono ryzalit, nieistniejącą werandą ogrodową, przebudowano poddasze, przełożono dach. Budynek dworu zbudowany jest na rzucie prostokąta z gankiem na osi elewacji frontowej i płytkim ryzalitem w elewacji wschodniej. Całkowicie podpiwniczony. Korpus jednokondygnacyjny z mieszkalną dolną kondygnacją poddasza w środkowej części budynku. Ryzalit dwukondygnacyjny. Ganek poprzedzony schodami i półkolistą rampą. Układ wnętrz dwutraktowy, z holem biegnącym przez oba trakty na osi poprzecznej budynku i salonem wypełniającym narożnik północno-zachodni. We wschodniej części budynku pomieszczenia rozdzielone korytarzem między traktowym. Główna klatka schodowa w trakcie ogrodowym holu. W ryzalicie dodatkowa klatka schodowa. Po II wojnie światowej obiekt został wyremontowany i przywrócony do stanu dawnej świetności przez właścicielkę Agnieszkę Młynarską Pogonowską. Kubatura ok. 2500 m³, pow. użytkowa 900 m².
- we wsi występują dwa cmentarze:
  - nieczynny ewangelicki o pow. 0,16 ha, założony w XIX wieku, 300 m na południowy wschód od wsi przy polnej drodze do Gruszewa, rośnie tu robinia akacjowa, w runie – bluszcz, konwalia majowa, barwinek
  - ewangelicki o pow. 0,11 ha, założony w 1918 r., z pomnikiem przyrody jakim jest 14 dębów szypułkowych o obw. 271−325 cm, w runie rośnie bluszcz.

## Przyroda
Z Nawina do stacji kolejowej Czarnowęsy prowadzi aleja o długości 1750 m, którą tworzą dąb czerwony, lipa drobnolistna i klon zwyczajny o obw. 215 – 348 cm.

## Turystyka
Przez miejscowość prowadzi nieoznaczony, lokalny turystyczny szlak motorowy Szlakiem parków, dworów i pałaców.

## Gospodarka
Na rzece Mogilnicy działa hodowla pstrąga potokowego.

## Kultura i sport
Corocznie odbywa się tutaj Turniej Piłki Siatkowej.

## Komunikacja
Najbliższy przystanek komunikacji autobusowej oraz stacja kolejowa znajdują się w miejscowości Czarnowęsy.